# Evgeny Zverkov
Evgeny Zverkov, né le 2 février 1993 à Tcheliabinsk, est un coureur cycliste russe, membre de l'équipe Samara Region.

## Palmarès
- 2013
  - 3e du championnat de Russie du contre-la-montre espoirs

## Classements mondiaux
| Année           | 2015 |
| --------------- | ---- |
| UCI Europe Tour | 701e |